# Avicennia integra
Avicennia integra là một loài thực vật có hoa trong họ Ô rô. Loài này được N.C.Duke mô tả khoa học đầu tiên năm 1988.